# Американски пай (филмова поредица)
„Американски пай“ (на английски: American Pie) е филмова поредица, състояща се от четири еротични комедийни филма.
В реда на излизане поредицата се състои от:
- American Pie (1999) излиза от Universal Pictures и се превръща в световен феномен на поп културата, като придоби култ сред младите хора.
- American Pie 2 (2001)
- American Wedding (2003);
- American Reunion (2012).
- American Pie Presents – поредица от 5 филма пригодени за домашно, а не кино гледане, пуснати от 2005 до 2020 г.